# Хойерхаген
Хойерхаген (нем. Hoyerhagen) — община в Германии, в земле Нижняя Саксония.
Входит в состав района Ниэнбург-на-Везере. Подчиняется управлению Графшафт Хойа. Население составляет 1075 человек (на 31 декабря 2010 года). Занимает площадь 23 км².
| Год  | Население |
| ---- | --------- |
| 1990 | 892       |
| 1995 | 913       |
| 2000 | 960       |
| 2005 | 1041      |
| 2010 | 1078      |